# Yannis
Yannis is een jongensnaam die een Griekse variant is van de naam van de heilige Johannes. In het Grieks wordt deze naam geschreven als Ιωάννης (Ioannis) of als Γιάννης (Yiannis). Yannis is dan ook een van de mogelijke manieren om de naam te schrijven in het Latijns alfabet, bij verscheidene Griekse mensen zijn dan ook zowel de namen Yannis, Yanis, Iannis, Ioannis, Yiannis en Giannis (veelal in het Engels) in omloop.

## Bekende naamdragers
- Yannis Anastasiou (1973), Grieks-Belgisch voetballer
- Yannis Antetokounmpo (1994), Grieks-Nigeriaanse basketballer
- Yannis Anastassakis (1933), Grieks-Amerikaans acteur, bekend als John Aniston
- Yannis Goumas (1975), Grieks voetballer
- Yannis Kouros (1956), alias Yiannis Kouros, Grieks ultraloper
- Yannis Kyriakides (1969), Nederlands componist
- Yannis Mbombo (1994), Congolees-Belgisch voetballer
- Yannis Moralis (1916-2009), Grieks kunstschilder
- Yannis Philippakis (1986), Grieks zanger
- Yannis Rítsos (1909-1990), Grieks dichter
- Yannis Stournaras (1956), Grieks econoom en hoogleraar
- Yannis Varoufakis (1961), Grieks econoom en hoogleraar, voormalig minister van Financien